# アンドレイ・ジュリッチ
アンドレイ・ジュリッチ（セルビア語: Андреј Ђурић, ラテン文字転写: Andrej Đurić、2003年9月21日 - ）は、モンテネグロとセルビアのサッカー選手。ポジションはディフェンダー。

## 経歴

### レッドスター・ベオグラード
2022年6月16日、レッドスター・ベオグラードからNKドムジャレに半年契約でレンタル移籍し、2023年1月5日、完全移籍に移行したが、2023年8月23日、1年延長オプションつきの3年契約でレッドスターに復帰した。
2023年9月5日、FCスパルタク・トルナヴァに買い取りオプションつきの1年契約でレンタル移籍した。

### マルメ
2025年7月9日、マルメFFと4年半契約を締結した。